# Byambasuren Davaa
Byambasuren Davaa (en mongol, Даваагийн Бямбасүрэн, Davaagiin Byambasuren), née en 1971 à Oulan-Bator en Mongolie, est une réalisatrice mongole, qui a étudié et travaille en Allemagne. Essentiellement documentariste, elle est notamment l'autrice des films L'Histoire du chameau qui pleure, Le Chien jaune de Mongolie et Les Deux Chevaux de Gengis Khan.

## Biographie
De 1989 à 1994, Byambasuren Davaa travaille comme assistante de réalisateurs à la télévision nationale mongole. 
De 1993 à 1995, elle étudie le droit international puis suit les cours de l'école de cinéma de Mongolie. 
Depuis 1999, elle étudie à l'école de cinéma de Munich dans la section documentaire. 
En 2003, elle réalise son premier long métrage, L'Histoire du chameau qui pleure, qui est son film de fin d'études.

## Filmographie
- 2001 : Wunsch (court métrage) - réalisation (information non connue pour le scénario)
- 2003 : Buddha weist den Weg, documentaire pour la série Mädchengeschichten - réalisation et scénario
- 2003 : L'Histoire du chameau qui pleure - coéréalisation et scénario coécrit avec Luigi Falorni (de)
- 2005 : Le Chien jaune de Mongolie - réalisation et scénario coécrit avec Michael P. Greco ; également coproductrice
- 2011 : Les Deux Chevaux de Gengis Khan - également coproductrice
- 2020 : Les Racines du monde - réalisation et scénario

## Distinctions

### Récompenses
- Festival de Karlovy Vary 2004 : Prix du public pour L'Histoire du chameau qui pleure
- Festival de San Francisco 2005 : Prix FIPRESCI pour L'Histoire du chameau qui pleure
- Festival de Saint-Sébastien 2005 : Mention spéciale du prix SIGNIS pour L'Histoire du chameau qui pleure
- Directors Guild of America Awards 2005 : Meilleure réalisation d'un documentaire pour L'Histoire du chameau qui pleure
- Camerimage 2006 : Grenouille d'or dans la catégorie « European Debuts Competition » pour Le Chien jaune de Mongolie

### Nominations et sélections
- Prix du cinéma européen 2003 : Meilleur documentaire pour L'Histoire du chameau qui pleure
- Oscars 2005 : Oscar du meilleur film documentaire pour L'Histoire du chameau qui pleure